# زهون برة (سمام)
زهون برة (بالفارسية: زهون بره) هي قرية تقع في إيران في غيلان. يقدر عدد سكانها بـ 21 نسمة بحسب إحصاء 2016.